# Gerd Hachen
Gerd Hachen (* 17. September 1952 in Wegberg) ist ein deutscher Chemiker und Lehrer und Politiker (CDU). Er war von 2005 bis 2017 Mitglied des Landtags von Nordrhein-Westfalen.

## Leben
Hachen machte im Jahr 1971 das Abitur und studierte von 1973 bis 1982 an der RWTH Aachen Chemie und Sport. Im Jahr 1978 bestand er das Erste Staatsexamen und 1982 wurde er promoviert. Von 1983 bis zu seinem Einzug in den Landtag im Jahr 2005 war er als Gymnasiallehrer tätig.
Hachen ist seit 1982 Mitglied der CDU. Dort ist er seit 2000 Mitglied des Vorstandes im Kreisverband Heinsberg der CDU. Seit 2005 ist er Vorsitzender des Stadtverbandes Erkelenz. Seit 1994 Mitglied des Kreistages Heinsberg, wo er Vorsitzender des Umwelt- und Verkehrsausschusses ist. Ab dem 8. Juni 2005 war er direkt gewählter Abgeordneter für den Wahlkreis Heinsberg II im Landtag von Nordrhein-Westfalen, wo er als ordentliches Mitglied dem Ausschuss für Innovation, Wissenschaft, Forschung und Technologie, dem Kulturausschuss und dem Ausschuss für Schule und Weiterbildung angehörte.